# Gustaf "Topsy" Lindblom
Gustaf "Topsy" Lindblom, född 3 december 1891 i Kristinehamn, död 26 april 1960 i Stockholm, var en svensk friidrottare, idrottsledare och nöjesprofil i Stockholm. Han vann guld i tresteg vid OS 1912 i Stockholm och var senare bland annat redaktionschef för Idrottsbladet. Åren 1934–1960 drev han danspalatset Nalen.

## Biografi

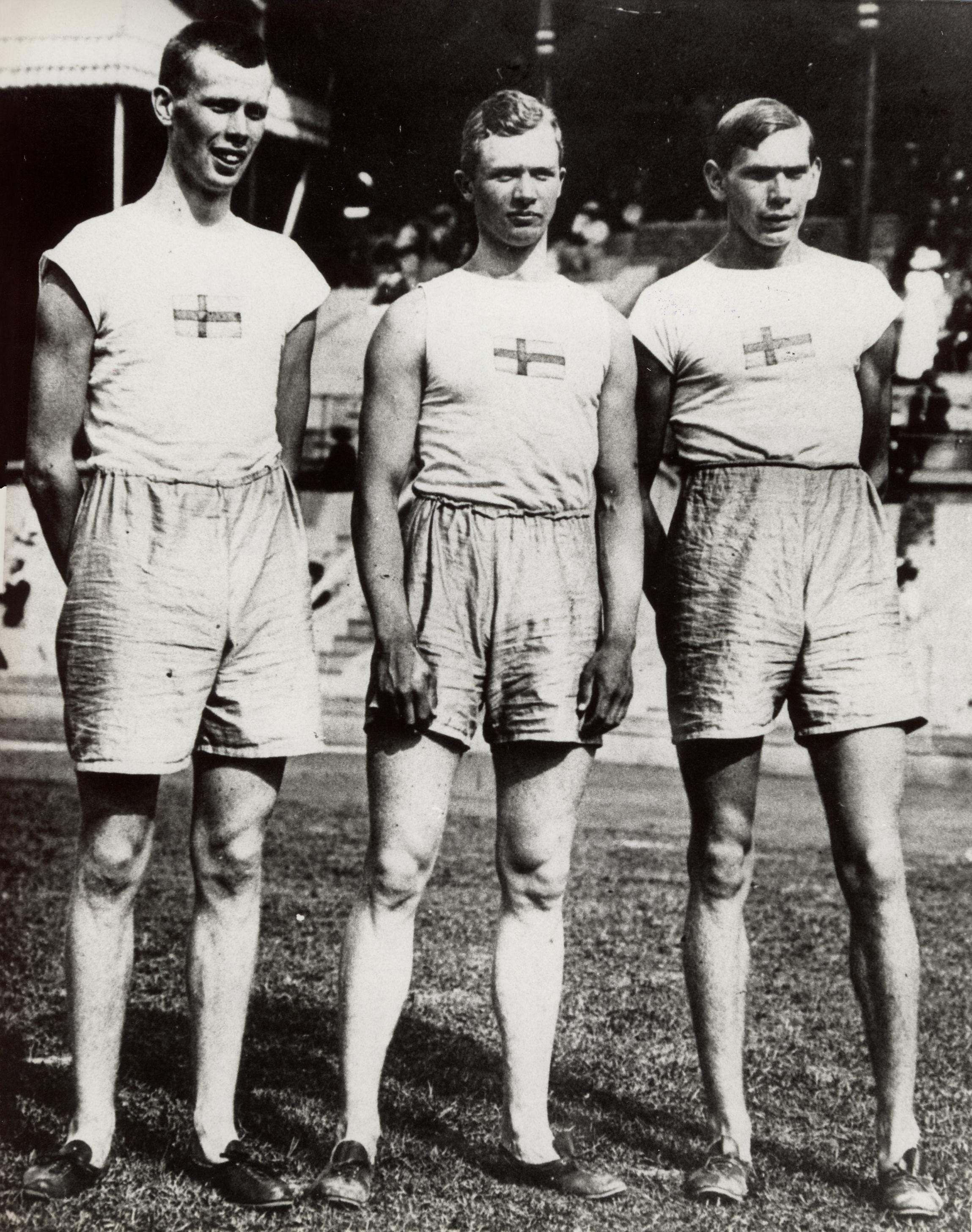
De tre trestegsmedaljörerna Lindblom, Georg Åberg och Erik Almlöf vid OS 1912.

Gustaf "Topsy" Lindblom var son till stationsinspektoren Johan Waldemar Lindblom och hans hustru Sara Eugenia Ornberg. Han avlade studentexamen vid Norrköpings högre allmänna läroverk den 12 maj 1910 och var anställd vid Nya Förenade Elektriska AB i Ludvika från 16 januari - 19 augusti 1911. Han blev ordinarie elev vid KTH:s fackskola för elektroteknik från september 1911 till vårterminen 1913 och medarbetare i Nordiskt Idrottslif 1913, då han blev medarbetare i tidningen och började sin journalistiska bana.
Bland de icke idrottsliga meriterna kan nämnas att han två år senare övergick han till tidningen Idrottsbladet, där han i olika perioder var redaktionschef under åren 1915-1934. Hans administrativa talang kom väl till pass i det relativt nystartade Idrottsbladet, och i många stycken kan tidningens framgång räknas Lindblom till godo. Åren 1921-1937 var han ledamot av styrelsen för Svenska boxningsförbundet och där var han åren 1921-1929 sekreterare och åren 1922-1934 var han sekreterare i svenska Svenska Idrottsjournalisternas Klubb i Stockholm, 1940 var han manager för boxaren Olle Tandberg. Därefter var han VD för Danspalatset National, Nalen, i Stockholm från 1933 till 1960.
Lindblom gifte sig den 2 oktober 1920 i Stockholm i Engelbrekts församling med Signe (Sickan) Isidora Torbjörnsson, född 8 juni 1897 i Länna i Södermanland. Hon avled den 26 januari 1970 i Stockholm i Bromma församling. Hon var dotter till arbetaren Edvin Andersson-Torbjörnsson och Anna Matilda Eriksson.

### Idrottskarriär
Som friidrottare tävlade han för IFK Norrköping. Hans främsta idrottsliga merit var en guldmedalj i tresteg vid Olympiska spelen i Stockholm 1912.
1912 slog Gustaf Lindblom det svenska rekordet i tresteg tre gånger. Han hoppade först 14,42 och senare 14,45. Vid OS i Stockholm hoppade han 14,76 och vann därmed guld. Eftersom ett bättre resultat nåddes senare samma år underkände Svenska Idrottsförbundet de två första rekorden, endast det sista blev officiellt godkänt. Lindblom fick behålla rekordet till 1915 då Ivar Sahlin förbättrade det. Han vann även SM 1912, på 14,15.
Han utsågs 1928 retroaktivt till Stor Grabb nummer 13 i friidrott.

### Nalen
Topsy Lindblom drev nöjespalatset Nalen på Regeringsgatan 74 i Stockholm mellan 1934 och 1960. Innan dess hade han arrangerat amatörboxningsmatcher i lokalerna. Nalen blev under Topsy Lindbloms ledning en internationellt uppmärksammad och respekterad scen för jazz och annan dansmusik.

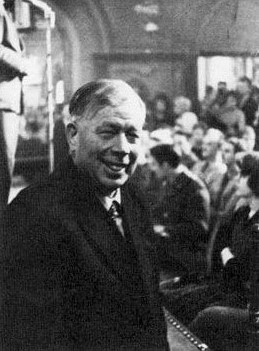
Gustaf "Topsy" Lindblom var boxare, friidrottare och sportjournalist, han drev danspalatset Nalen på Regeringsgatan 74 i Stockholm under åren 1934 till 1960.

Topsy Lindblom hade ett förflutet som friidrottare och hade tagit guldmedalj i tresteg i OS 1912 och i Nationals (Nalens) lokaler hade han arrangerat boxningsmatcher. Efter att ha varit redaktionschef för Idrottsbladet åren 1915-1934 ägnade han all sin kraft åt skötseln av danssalongen, som han tog över 1933. Hösten 1934 öppnade Gustaf "Topsy" Lindblom Nalen i sin egen regi och han satsade helhjärtat på musiken. Han var den som framför allt kom att sätta prägel på Nalen, och han drev verksamheten 1934-1960. Här fanns National Restaurang & Café och en stor festsal. Några av aktiviteterna som arrangerades i lokalerna var tyngdlyftning, cykelskola och julbasarer. Men lokalerna användes även för sociala, politiska och religiösa möten.
Officiellt hette danspalatset Nationalen och det hade då inte det bästa ryktet. Men på kort tid sanerade han det och därefter drev han med järnhand danspalatset, som blev ett inneställe för det dansglada Stockholm. Sprit fick under inga förhållanden förekomma. Topsy Lindblom hade sina egna idéer om hur danspalatset skulle drivas. Dansgolvet fylldes snart till tonerna av dansorkestrar med populära kapellmästare som Sune Waldimir och Seymour Österwall. Under 1940- och 1950-talen blev Nalen en av Nordens främsta jazzscener. Nalen blev särskilt under 1940-talet ett favorittillhåll för swingpjattar med överdimensionerade kavajer, smala byxor och vidbrättade hattar. 1947 döptes en av de mindre salongerna om till Harlem och här samlades jazzdiggarna för att lyssna på den svenska jazzeliten med Arne Domnérus, Monica Zetterlund, Putte Wickman och Hacke Björksten och dixielandband som Jack Lidströms Hep Cats, Cave Stompers och Bunta Horn.
Topsy Lindbloms originella, talspråkliga annonser blev legendariska. Under hela 1940- och 1950-talen levde Nalen verkligen upp till devisen "Gata Regerings 74 var adressen! Där mycket händer och fötter". Arrangemangen var mycket olika, ibland var det kulturell dans, ibland kom Frälsningsarmén och spelade och sjöng, det hände att han också fick upp präster på scenen. Publiken växte när Nalen hade fått ett bättre rykte som en seriös danssalong. Under Topsy Lindbloms tid var Nalen Stockholms främsta nöjespalats, alla kunde gå dit, gammal och ung och alla trivdes. Det var här som de stora artisterna framträdde. Framför allt var det de förnämliga orkestrarna som lockade de danslystna. Här spelade de bästa dansbanden som gick att få, ibland tog han över världsstjärnor från USA och de kom gärna. Palatset fick ett internationellt rykte som hemvist för jazzens vänner. Fram till 1960-talet förknippades huset på Regeringsgatan 74 med den svenska jazzens gyllene år.

### Ragnhildsborg
År 1928 köpte Topsy Lindblom en villa i Nockebyhov i Bromma i området vid nuvarande Gubbkärrets sommarbebyggelse för att använda som sommarvilla för sig och sin familj samt att utnyttjas som träningsläger av diverse idrottsmän. Villan, som kallades Ragnhildsborg, låg nära stranden nedanför Gubbkärrets gård. Ragnhildsborg utnyttjades även som läger för friidrottare. Sommarvillan hade byggts 1912 av en tullförvaltare vid namn Carl Wilhelm Wrang. Ragnhildsborg var en ganska stor brun villa i två plan med en hög stengrund mot sjösidan. Den arrenderade tomten Ragnhildsborg var ca 5000 m² med 60 meters vassbevuxen strand. Förutom huvudbyggnaden fanns ett uthus med vedbod och torrtoalett, en mindre gäststuga och en brygga med tvättstuga, båthus och badhus med omklädningsrum och bassäng. Under mitten av 1930-talet byggdes tvättstugan om till finsk bastu med en bastuugn, som skänktes av Svenska Brottningsförbundet som tack för att de hade fått disponera fastigheten som träningsläger några somrar.
En plan med betonggjutning mot sjösidan låg nedanför villan. Ursprungligen användes denna plan för krocketspel, men så småningom blev planen mest nyttjad för badmintonspel, eftersom platsen var helt vindskyddad. Ett ping pongbord stod även mellan huvudbyggnaden och uthuset. Vid denna tid var Lindblom idrottsledare och han var då anställd som redaktionschef på titningen Idrottsbladet. I området kring Ragnhildsborg förkom sommartid bad, båtutflykter och siestor på groggverandan samt en mängd idrottsaktiviteter. Här vid Ragnhildsborg var umgängeslivet ganska omfattande och bland gästerna fanns det många idrottsmän och sportjournalister som Arne Borg, Kalle Schröder, Torsten Tegnér, David Jonason ("Mr Jones") och Rudolf Eklöw ("R:et Eklöw"). Vid dessa sammankomster var femkamkper ofta förekommande, med bland annat pilkastning, luftgevärsskytte, bordtennis, krocket och liknande sportsliga aktiviteter.
Ragnhildsborg började så småningom även att utnyttjas som träningsläger av diverse idrottsmän. 1932 togs två svenska boxare ut för att representera Sverige i OS i Los Angeles, dessa var Thure Ahlqvist (silvermedalj) och Allan Carlsson (bronsmedalj). De bodde två veckor under sommaren 1932 i lillstugan nere vid bryggan och genomgick ett mycket hårt träningsprogram. "Topsy själv grillade dem i Judarskogen med löpning tre till fyra varav runt sjön och hård gymnastik på ängarna omkring." Boxningsträningen på Ragnhildsborg upprepades 1935 med ett läger för tio man från landsorten, som inackorderads här, förutom en mängd stockholmsboxare som kom ut på dagarna för träning. Det som hägrade var olympiaden i Berlin 1936.
År 1933 flyttade Topsy Lindblom med familjen från innerstaden till en villa på Fagerviksvägen i Nockebyhov vid gränsen till Judarskogen, det var bara 900 meter från Ragnhildsborg. 1936 hade Topsy lämnat boxningen och han hyrde då ut Ragnhildsborg till Svenska Brottningsförbundet, som hade ett stort träningsläger där. I slutet av andra världskriget var Ragnhildsborg uthyrt till en flyktingorganisation som genomgångsläger för krigets offer. Villan revs 1947 när de nya villorna på Ferievägen byggdes. I mitten på 1950-talet nedmonterades brygghuset. Nu är tomten Ragnhildsborg parkområde.

## Smeknamn

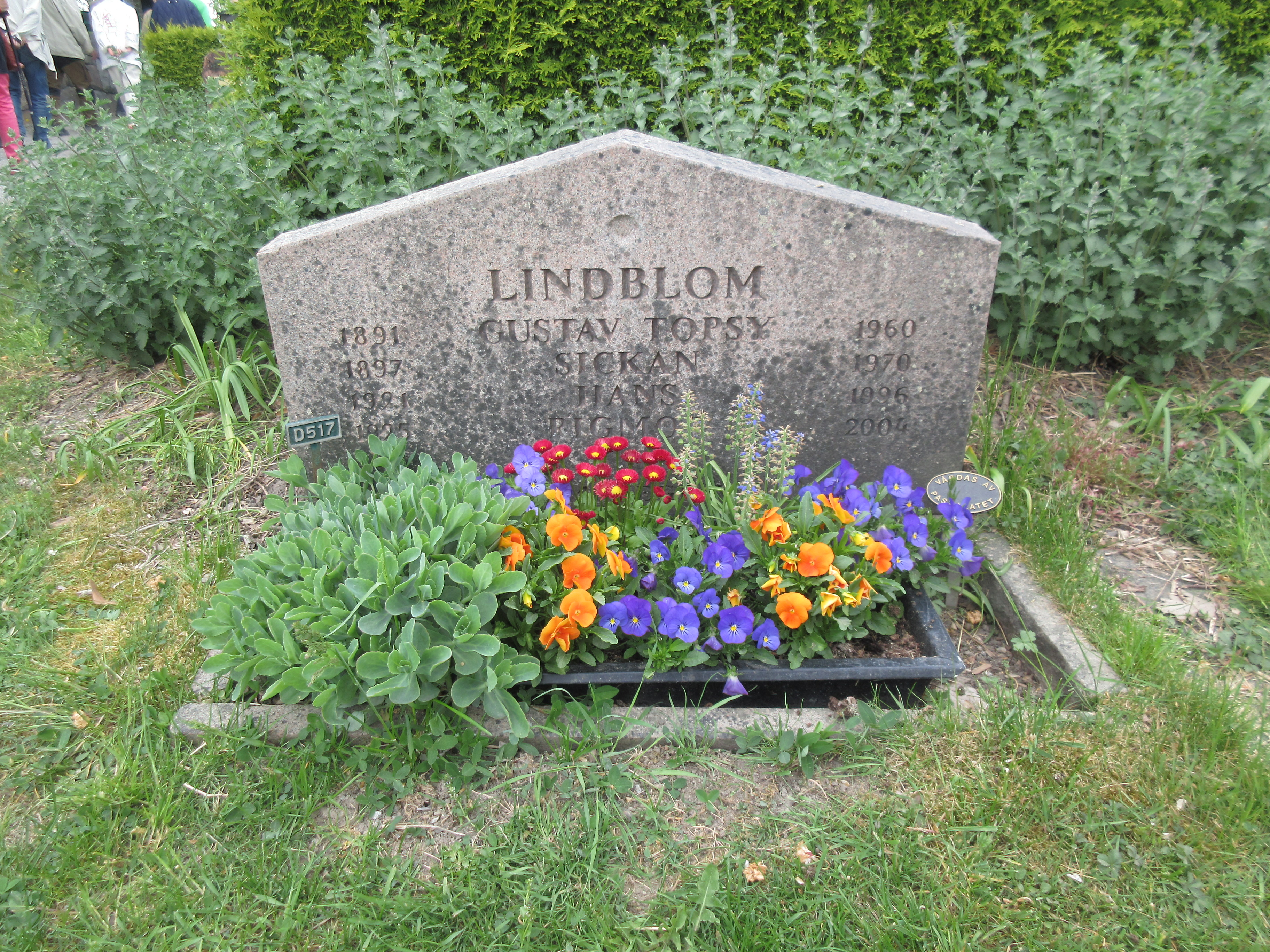
Gustaf "Topsy" Lindbloms gravvård på Ekerö kyrkogård.

Smeknamnet Topsy fick han sedan han i Norrköping deltagit i jakten på en förrymd cirkuselefant som bar detta namn. Gustaf "Topsy" Lindblom ligger begraven på Ekerö kyrkas kyrkogård.